# イースタン・サバーブスAFC
イースタン・サバーブスAFC（英語: Eastern Suburbs Association Football Club）は、 ニュージーランドのオークランド郊外にあるコヒマラマに拠点を置くサッカークラブ 。ニュージーランド・フットボールチャンピオンシップ所属。 

## 概要
1934年に設立。2016-2017シーズンよりニュージーランド・フットボールチャンピオンシップ に参入。
2018–19シーズンのニュージーランド・フットボールチャンピオンシップでレギュラーシーズン2位に入り、プレーオフで初優勝を果たした。これにより、2020年のOFCチャンピオンズリーグ出場権を獲得した。

## タイトル
国内タイトル
- ニュージーランド・フットボールチャンピオンシップ: 1回
  - 2018-19